# Romandiet runt

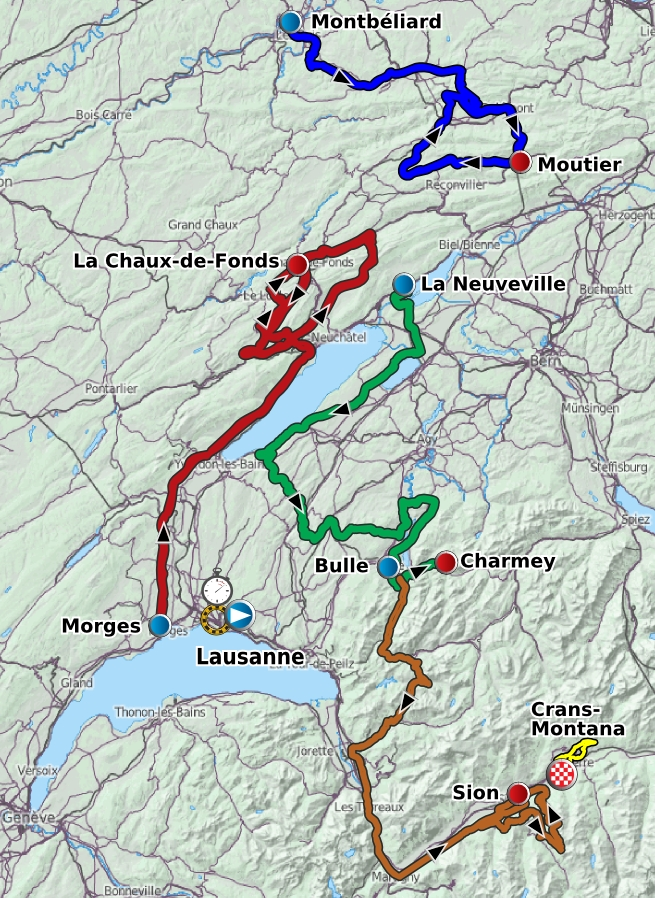
Etapperna 2012.

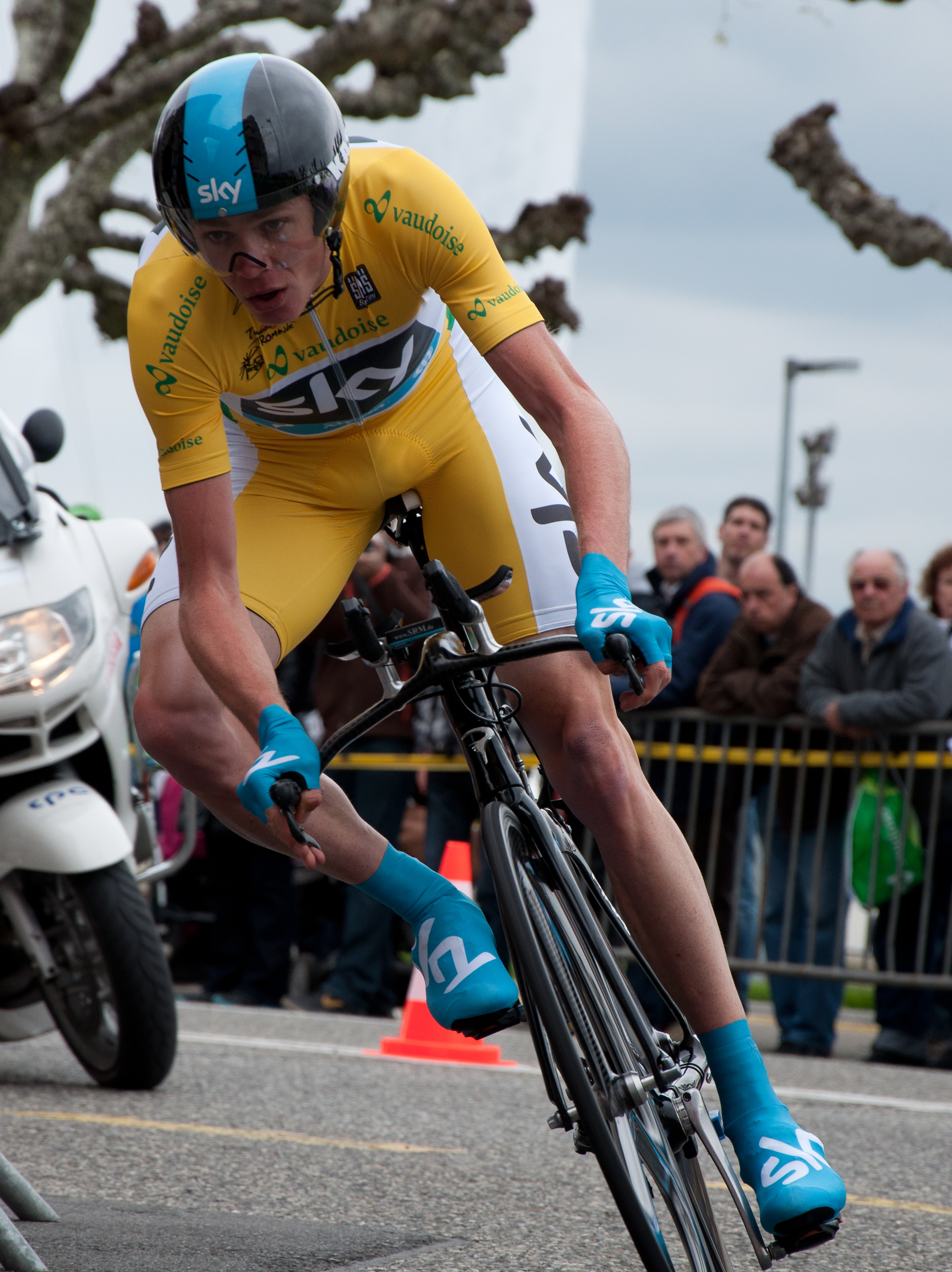
Chris Froome i sin gula ledartröja under etapp 5 (ITT) 2013.

Romandiet runt (franska: Tour de Romandie) är ett etapplopp i cykel som arrangeras i Romandiet, den fransktalande delen av Schweiz. Första upplagan hölls 1947 för att fira det schweiziska cykelförbundets 50-årsjubileum.. Loppet ingår i UCI World Tour.
Loppets sträckning varierar, men det inleds av tradition med en prolog (ett kort individuellt tempolopp) och avslutas vanligen med ännu ett individuellt tempolopp. De övriga etapperna brukar gå i Jurabergen eller Alperna i västra Schweiz. Det går i slutet av april eller kring månadsskiftet april/maj och är det sista större etapploppet före Giro d'Italia, som i normalfall startar helgen efter.
Irländaren Stephen Roche innehar rekordet i antal vinster i Romandiet runt med tre segrar. Därtill har tolv personer vunnit tävlingen två gånger under sina karriärer. Flest etappsegrar (2025) har Mario Cipollini med tolv, följd av Ferdi Kübler och Hugo Koblet med åtta var.
1984 slutade Stephen Roche och Jean-Marie Grezet på samma totaltid, men Roche hade tagit flest poäng och blev därmed vinnare. Upplagan 2020 ställdes in på grund av coronapandemin.

## Podieplaceringar – totalt
| År   | Vinnare                   | Tvåa                     | Trea                 |          |
| ---- | ------------------------- | ------------------------ | -------------------- | -------- |
| 1947 | Désiré Keteleer           | Gino Bartali             | Ferdinand Kübler     |          |
| 1948 | Ferdinand Kübler          | Jean Goldschmit          | Mathias Clemens      |          |
| 1949 | Gino Bartali              | Ferdinand Kübler         | Settimio Simonini    |          |
| 1950 | Édouard Fachleitner       | Hugo Koblet              | Kléber Piot          |          |
| 1951 | Ferdinand Kübler          | Hugo Koblet              | Fritz Schär          |          |
| 1952 | Wout Wagtmans             | Hugo Koblet              | Raymond Impanis      |          |
| 1953 | Hugo Koblet               | Pasquale Fornara         | Louison Bobet        |          |
| 1954 | Jean Forestier            | Pasquale Fornara         | Carlo Clerici        |          |
| 1955 | René Strehler             | Hugo Koblet              | Max Schellenberg     |          |
| 1956 | Pasquale Fornara          | Carlo Clerici            | René Strehler        |          |
| 1957 | Jean Forestier            | Guido Carlesi            | Hugo Koblet          |          |
| 1958 | Gilbert Bauvin            | Pino Cerami              | Giovanni Pettinati   |          |
| 1959 | Kurt Gimmi                | Rolf Graf                | Fredy Rüegg          |          |
| 1960 | Louis Rostollan           | Édouard Delberghe        | Jos Hoevenaars       |          |
| 1961 | Louis Rostollan           | Giuseppe Fezzardi        | Imerio Massignan     |          |
| 1962 | Guido De Rosso            | Franco Cribiori          | Joseph Novales       |          |
| 1963 | Willy Bocklant            | Federico Bahamontes      | Guido De Rosso       |          |
| 1964 | Rolf Maurer               | Huub Zilverberg          | Gastone Nencini      |          |
| 1965 | Vittorio Adorni           | Rolf Maurer              | Robert Hagmann       |          |
| 1966 | Gianni Motta              | Raymond Delisle          | Rolf Maurer          |          |
| 1967 | Vittorio Adorni           | Louis Pfenninger         | Armand Desmet        |          |
| 1968 | Eddy Merckx               | Raymond Delisle          | Robert Hagmann       |          |
| 1969 | Felice Gimondi            | Vittorio Adorni          | Antoine Houbrechts   |          |
| 1970 | Gösta "Fåglum" Pettersson | Davide Boifava           | Joop Zoetemelk       |          |
| 1971 | Gianni Motta              | Antonio Salutini         | Willy Van Neste      |          |
| 1972 | Bernard Thévenet          | Lucien Van Impe          | Raymond Delisle      |          |
| 1973 | Wilfried David            | Lucien Van Impe          | Michel Pollentier    |          |
| 1974 | Joop Zoetemelk            | Wladimiro Panizza        | Fedor den Hertog     |          |
| 1975 | Francisco Galdós          | Josef Fuchs              | Knut Knudsen         |          |
| 1976 | Johan De Muynck           | Roger De Vlaeminck       | Eddy Merckx          |          |
| 1977 | Gianbattista Baronchelli  | Joop Zoetemelk           | Knut Knudsen         |          |
| 1978 | Johan van der Velde       | Hennie Kuiper            | Johan De Muynck      |          |
| 1979 | Giuseppe Saronni          | Gianbattista Baronchelli | Henk Lubberding      |          |
| 1980 | Bernard Hinault           | Silvano Contini          | Giuseppe Saronni     |          |
| 1981 | Tommy Prim                | Giuseppe Saronni         | Peter Winnen         |          |
| 1982 | Jostein Wilmann           | Tommy Prim               | Silvano Contini      |          |
| 1983 | Stephen Roche             | Phil Anderson            | Tommy Prim           |          |
| 1984 | Stephen Roche             | Jean-Marie Grezet        | Niki Rüttimann       |          |
| 1985 | Jörg Müller               | Acácio da Silva          | Tommy Prim           |          |
| 1986 | Claude Criquielion        | Jean-François Bernard    | Bruno Cornillet      |          |
| 1987 | Stephen Roche             | Jean-Claude Leclercq     | Ronan Pensec         |          |
| 1988 | Gerard Veldscholten       | Tony Rominger            | Urs Zimmermann       |          |
| 1989 | Phil Anderson             | Gilles Delion            | Robert Millar        |          |
| 1990 | Charly Mottet             | Robert Millar            | Luc Roosen           |          |
| 1991 | Tony Rominger             | Robert Millar            | Michael Carter       |          |
| 1992 | Andrew Hampsten           | Miguel Induráin          | Charly Mottet        |          |
| 1993 | Pascal Richard            | Claudio Chiappucci       | Andrew Hampsten      |          |
| 1994 | Pascal Richard            | Armand de Las Cuevas     | Andrew Hampsten      |          |
| 1995 | Tony Rominger             | Pjotr Ugrjumov           | Francesco Casagrande |          |
| 1996 | Abraham Olano             | Oleksandr Honchenkov     | Giuseppe Guerini     |          |
| 1997 | Pavel Tonkov              | Chris Boardman           | Beat Zberg           |          |
| 1998 | Laurent Dufaux            | Alex Zülle               | Francesco Casagrande |          |
| 1999 | Laurent Jalabert          | Beat Zberg               | Wladimir Belli       |          |
| 2000 | Paolo Savoldelli          | Joseba Beloki            | Laurent Dufaux       |          |
| 2001 | Dario Frigo               | Félix García Casas       | Wladimir Belli       |          |
| 2002 | Dario Frigo               | Alex Zülle               | Cadel Evans          |          |
| 2003 | Tyler Hamilton            | Laurent Dufaux           | Francisco Pérez      |          |
| 2004 | Tyler Hamilton            | Fabian Jeker             | Leonardo Piepoli     |          |
| 2005 | Santiago Botero           | Damiano Cunego           | Denis Mensjov        |          |
| 2006 | Cadel Evans               | Alberto Contador         | Alejandro Valverde   |          |
| 2007 | Thomas Dekker             | Paolo Savoldelli         | Andrej Kasjetjkin    |          |
| 2008 | Andreas Klöden            | Roman Kreuziger          | Marco Pinotti        |          |
| 2009 | Roman Kreuziger           | Vladimir Karpets         | Rein Taaramäe        |          |
| 2010 | Simon Špilak              | Denis Mensjov            | Michael Rogers       |          |
| 2011 | Cadel Evans               | Tony Martin              | Alekszandr Vinokurov |          |
| 2012 | Bradley Wiggins           | Andrew Talansky          | Rui Costa            |          |
| 2013 | Chris Froome              | Simon Špilak             | Rui Costa            |          |
| 2014 | Chris Froome              | Simon Špilak             | Rui Costa            |          |
| 2015 | İlnur Zäkärin             | Simon Špilak             | Chris Froome         |          |
| 2016 | Nairo Quintana            | Thibaut Pinot            | Ion Izagirre         |          |
| 2017 | Richie Porte              | Simon Yates              | Primož Roglič        |          |
| 2018 | Primož Roglič             | Egan Bernal              | Richie Porte         |          |
| 2019 | Primož Roglič             | Rui Costa                | Geraint Thomas       |          |
| 2020 | inställt                  | inställt                 | inställt             | inställt |
| 2021 | Geraint Thomas            | Richie Porte             | Fausto Masnada       |          |
| 2022 | Aleksandr Vlasov          | Gino Mäder               | Simon Geschke        |          |
| 2023 | Adam Yates                | Matteo Jorgenson         | Damiano Caruso       |          |
| 2024 | Carlos Rodríguez          | Aleksandr Vlasov         | Florian Lipowitz     |          |
| 2025 | João Almeida              | Lenny Martinez           | Jay Vine             |          |

## Segrare i övriga tävlingar
| År   | Poängtävling       | Bergspris            | Ungdomstävling    | Lagtävling         |
| ---- | ------------------ | -------------------- | ----------------- | ------------------ |
| 1998 | Laurent Dufaux     | Roland Meier         | Paolo Savoldelli  | Polti              |
| År   | Poängtävling       | Bergspris            | Spurtpris         | Lagtävling         |
| 1999 | Laurent Jalabert   | José Jaime González  | Mariano Piccoli   | Lampre-Daikin      |
| 2000 | Mario Cipollini    | Felix Cardenas       | Dmitrij Konysjev  | Mapei-Quick Step   |
| 2001 | Mariano Piccoli    | Laurent Desbiens     | ?                 | Fassa Bortolo      |
| 2002 | Alex Zülle         | Steve Zampieri       | Martin Elmiger    | Cofidis            |
| 2003 | Fabian Cancellara  | Francisco Pérez      | Simone Bertoletti | Milaneza-MSS       |
| 2004 | Tyler Hamilton     | Sven Montgomery      | Bradley McGee     | Phonak             |
| 2005 | Stefano Garzelli   | Rubén Lobato         | Erik Dekker       | Phonak             |
| 2006 | Alejandro Valverde | Ivan Parra           | David Loosli      | Liberty Seguros    |
| 2007 | Thomas Dekker      | Laurent Brochard     | Patrick Calcagni  | ?                  |
| 2008 | Daniele Bennati    | Francesco De Bonis   | Morris Possoni    | ?                  |
| År   | Spurtpris          | Bergspris            | Ungdomstävling    | Lagtävling         |
| 2009 | Grégory Rast       | Laurens ten Dam      | Roman Kreuziger   | Caisse d'Epargne   |
| 2010 | Chad Beyer         | Thibaut Pinot        | Simon Špilak      | RadioShack         |
| 2011 | Matthias Brändle   | Chris Anker Sørensen | Andrew Talansky   | Garmin-Cervélo     |
| 2012 | Petr Ignatenko     | Petr Ignatenko       | Andrew Talansky   | Sky                |
| 2013 | Matthias Brändle   | Marcus Burghardt     | Wilco Kelderman   | Sky                |
| 2014 | Martin Kohler      | Johann Tschopp       | Jesús Herrada     | Movistar           |
| 2015 | Maksim Belkov      | Maksim Belkov        | Thibaut Pinot     | Katusha            |
| År   | Poängtävling       | Bergspris            | Ungdomstävling    | Lagtävling         |
| 2016 | Michael Albasini   | Sander Armée         | Pierre Latour     | Movistar           |
| 2017 | Stefan Küng        | Sander Armée         | Pierre Latour     | Movistar           |
| 2018 | Thomas De Gendt    | Thomas De Gendt      | Egan Bernal       | UAE Emirates       |
| 2019 | Primož Roglič      | Simon Pellaud        | David Gaudu       | EF Education First |
| 2020 | inställt           | inställt             | inställt          | inställt           |
| 2021 | Sonny Colbrelli    | Kobe Goossens        | Thymen Arensman   | Ineos Grenadiers   |
| 2022 | Ethan Hayter       | Toms Skujins         | Juan Ayuso        | Jumbo-Visma        |
| 2023 | Ethan Hayter       | Julien Bernard       | Matteo Jorgenson  | UAE Emirates       |
| 2024 | Dorian Godon       | Juri Hollmann        | Carlos Rodríguez  | UAE Emirates       |
| 2025 | Jay Vine           | Ben Zwiehoff         | Lenny Martinez    | UAE Emirates XRG   |